# Novolîmarivka, Bilovodsk
Novolîmarivka (în ucraineană Новолимарівка) este localitatea de reședință a comunei Novolîmarivka din raionul Bilovodsk, regiunea Luhansk, Ucraina.

## Demografie
Componența lingvistică a localității Novolîmarivka
     Ucraineană (78,75%)
     Rusă (21%)
Conform recensământului din 2001, majoritatea populației localității Novolîmarivka era vorbitoare de ucraineană (78,75%), existând în minoritate și vorbitori de rusă (21%).